# Rakaposhi
Rakaposhi é uma montanha na cordilheira Karakoram no vale de Nagar, cerca de 100 km a norte de Gilgit. Rakaposhi significa "parede brilhante" na língua local. É a 27.ª mais alta do mundo e considerada uma das mais belas do mundo.